# Гвајана на Светском првенству у атлетици на отвореном 2022.
Гвајана је учествовала на 18. Светском првенству у атлетици на отвореном 2022. одржаном у Јуџину  од 15. до 25. јула осамнаести пут, односно учествовала је на свим првенствима до данас. Репрезентацију Гвајане представљала су 3 такмичара (1 мушкарац и 2 жене) који су се такмичили у 3 дисциплине (1 мушка и 2 женске).,
На овом првенству такмичари Гвајане нису освојили ниједну медаљу нити су остварили неки резултат.

## Учесници
| Мушкарци: - Емануел Арчибалд — 100 м | Жене: - Џасмин Абрамс — 100 м - Алија Ејбрамс — 400 м |

## Резултати

### Мушкарци
| Атлетичар        | Дисциплина | Лични рекорд | Предтакмичење | Предтакмичење | Квалификације | Квалификације | Полуфинале           | Полуфинале           | Финале               | Финале       | Детаљи |
| Атлетичар        | Дисциплина | Лични рекорд | Резултат      | Место         | Резултат      | Место         | Резултат             | Место                | Резултат             | Место        | Детаљи |
| ---------------- | ---------- | ------------ | ------------- | ------------- | ------------- | ------------- | -------------------- | -------------------- | -------------------- | ------------ | ------ |
| Емануел Арчибалд | 100 м      | 10,18        | 10,31 КВ      | 1. у гр. 4    | 10,24         | 7. у гр. 6    | Није се квалификовао | Није се квалификовао | Није се квалификовао | 39 / 67 (71) |        |

### Жене
| Атлетичарка    | Дисциплина | Лични рекорд | Квалификације | Квалификације | Полуфинале            | Полуфинале            | Финале                | Финале  | Детаљи |
| Атлетичарка    | Дисциплина | Лични рекорд | Резултат      | Место         | Резултат              | Место                 | Резултат              | Место   | Детаљи |
| -------------- | ---------- | ------------ | ------------- | ------------- | --------------------- | --------------------- | --------------------- | ------- | ------ |
| Џасмин Ејбрамс | 100 м      | 11,07 НР     | 11,55         | 6. у гр 6     | Није се квалификовала | Није се квалификовала | Није се квалификовала | 40 / 49 |        |
| Алија Ејбрамс  | 400 м      | 51,13        | 51,98 КВ      | 2. у гр 1     | 51,79 (.783)          | 6. у гр 2             | Није се квалификовала | 18 / 43 |        |